# 西松屋
西松屋（にしまつや）は、株式会社西松屋チェーン（英: NISHIMATSUYA CHAIN Co.,Ltd.）が運営する乳幼児用品、小児用雑貨専門店である。東京証券取引所プライム市場上場企業。

## 概要
姫路の呉服店『着物の西松屋』（1950年（昭和25年）設立）が、1956年（昭和31年）10月に別部門として、お宮詣り衣装や出産準備品を販売する赤ちゃんの西松屋株式会社を設立。1959年（昭和34年）に株式会社西松屋ストアーに商号変更。
1965年（昭和40年）から子供向け衣料品の販売を開始した。
1979年（昭和54年）8月に株式会社西松屋チェーンに商号変更し、1997年（平成9年）5月に現社名に変更している。
1980年代までは地元兵庫県と大阪府のみで店舗展開するローカルなチェーン店だったが、1990年代に入ってから現在のように急成長を遂げ、1996年2月期より23期連続の増収を果たしている。
1997年（平成9年）7月に株式を店頭公開した。
1999年（平成11年）11月に東証・大証の第2部に上場、2001年（平成13年）2月には東証・大証の第1部に指定替えとなっている。
2004年（平成16年）の沖縄県進出で全国47都道府県への出店を達成した。
2025年5月時点の店舗数は1153店となり、一部店舗を除き10:00～20:00まで年中無休で営業している。
また、創業当時主体だった呉服店は、現在でも姫路をはじめ、神戸、明石、加古川、高砂、津山に店舗を持ち営業を続けている（詳しい詳細は着物の西松屋を参照）。

## 店舗展開
1都1道2府43県全てに出店している。

### 東北・北海道地方
- 北海道49店舗
- 青森県14店舗
- 岩手県13店舗
- 宮城県22店舗
- 秋田県12店舗
- 山形県13店舗
- 福島県18店舗

### 関東地方
- 茨城県27店舗
- 栃木県17店舗
- 群馬県19店舗
- 埼玉県53店舗
- 千葉県44店舗
- 東京都58店舗
- 神奈川県47店舗

### 中部地方
- 山梨県7店舗
- 新潟県20店舗
- 富山県10店舗
- 石川県9店舗
- 福井県8店舗
- 長野県17店舗
- 岐阜県16店舗
- 静岡県31店舗
- 愛知県48店舗
- 三重県13店舗

### 近畿地方
- 滋賀県15店舗
- 京都府16店舗
- 奈良県12店舗
- 大阪府59店舗
- 兵庫県49店舗
- 和歌山県10店舗

### 中国地方
- 岡山県19店舗
- 鳥取県7店舗
- 島根県6店舗
- 広島県25店舗
- 山口県16店舗

### 四国地方
- 香川県10店舗
- 徳島県9店舗
- 高知県6店舗
- 愛媛県11店舗

### 九州地方
- 福岡県45店舗
- 佐賀県9店舗
- 長崎県10店舗
- 大分県16店舗
- 熊本県16店舗
- 宮崎県11店舗
- 鹿児島県16店舗
- 沖縄県12店舗

詳しくは、店舗のご案内 を参照

## 商品
新生児から150cmまでの衣類（一部160cmも取り扱い有）や、育児用品を多数揃えており、プライベートブランドとして、衣料品はELFIN DOLL（エルフィンドール）を、雑貨はSmart Angel（スマートエンジェル）を展開。
その中にも衣類で、ELFIN DOLL BASIC（ベーシック）、ELFIN DOLL KIDS（キッズ）、eLeVe des GeNS（エルベデジャン）、MACOMOR（マコメール）、などという名前のブランドを作っている。
価格も、半袖のTシャツが1枚378円からと低価格で、ミキハウスなど高級ブランドと価格に大きな差があるため、普段着や、幼稚園などの汚れやすい場など用に大量に購入し使い分ける人が多い。
夏物や冬物など季節の終わった衣類などは売り尽くしのためさらに値下げされて店頭に並ぶ。
オリジナルの、おしりふきや肌着洗剤、哺乳瓶洗剤、哺乳瓶、離乳食器、ベビーバス、衛生雑貨、ベビーカー、ベビーベッド、歩行器、ハイチェアー、おまる、おもちゃ、飲料など多数の商品を開発し、低価格で販売している。
自社オリジナル製品だけでなくベビー用品ではアップリカやコンビなど、ベビーフードや衛生用品ではピジョンや和光堂といった大手メーカーの商品も多数揃っている。
ネットショップも出しており、店舗へ出向かなくても、ネットで商品を購入することができる。ELFINとは英語で「いたずらな、お茶目な」という意味で、ELFIN DOLL＝おちゃめな人形ということになる。
「ミミちゃんパーク」（ミミちゃんは同社のマスコットキャラクターの兎の名前）という携帯サイトもあり新聞の折込チラシをいち早く知らせたり、チラシには載っていないセール商品を掲載している。メルマガを購読するとその情報がメールで送信（不定期）されてくる。
また、育児雑誌ひよこクラブと提携して月に1度のペースでひよこクラブにお買い得品を紹介した冊子を入れ、値下げを行っている。
会計の際クレジットカードは使えるが、各社のギフトカード（商品券）は使えない。

## ガラガラ経営
「ガラガラ経営」とは、無理な繁盛店舗を目指さない、というモットーを指す。店舗立地は、幹線道路沿いを避け、店内はマネキンやワゴンを置かず、広い通路でセルフサービスである。1店舗に従業員は2人程度の配置で、接客もほとんど行わない。客が高いところに陳列してある商品を取るために白い取り棒が置かれている。1店舗が常時混雑し始めると近隣に新規出店し、客を分散させることによりガラガラ店舗を貫いている。

## 海外でのチェーン展開
2012年、韓国に実験店を２店舗開設したが2013年に撤退している。2025年6月19日、台湾に現地法人「台湾西松屋」（台北市）を設立し2026年以降の店舗開業をめざしている。

## 広告活動
元々関西ローカルだったため、テレビCMに関しても当初は在阪局及び同じ兵庫県に本社を置くサンテレビのみでの放映だったが、全国展開を進めるに従って全国ネットでもCMを流すようになった。例として、2018年4月から『サザエさん』（フジテレビ）の提供を行っている。なお、同番組の提供は局の不祥事を理由に2025年1月をもって降板している。
尚、サンテレビでも引き続き頻繁にスポットCMを流している。

## 不祥事
2015年6月に、消費税増税後も店舗賃料の増税分を支払わなかったとして、中小企業庁から措置請求を受けていた公正取引委員会が、同社に対し消費税転嫁法違反に当たるとして再発防止策を勧告。

## テレビ番組
- 日経スペシャル ガイアの夜明け 「ファッションも鮮度が命」 ～流行をすばやく追いかけろ～（2006年5月9日、テレビ東京）[13] - “緯度作戦”を取材。
- 日経スペシャル カンブリア宮殿 繁盛店は作るな!ガラガラ店舗で業界No.1 ～理系社長のハイパー合理化経営～（2011年11月17日、テレビ東京）[14]
- がっちりマンデー!!（2013年11月24日、TBSテレビ）

## 社会貢献活動
- 環境省エコチル調査企業・団体サポーター（2011年 - ）